# Katka
Katka est un cultivar de pommier domestique et par extension le nom de sa pomme.

## Origine
1990, Tchécoslovaquie

## Parenté
Le cultivar Katka résulte du croisement Jolana x Rubin.
Descendants:
Rajka

## Maladies
La variété Katka détient le gène Vf de résistance à la tavelure du pommier provenant du Malus floribunda 821.